# Budismo newar

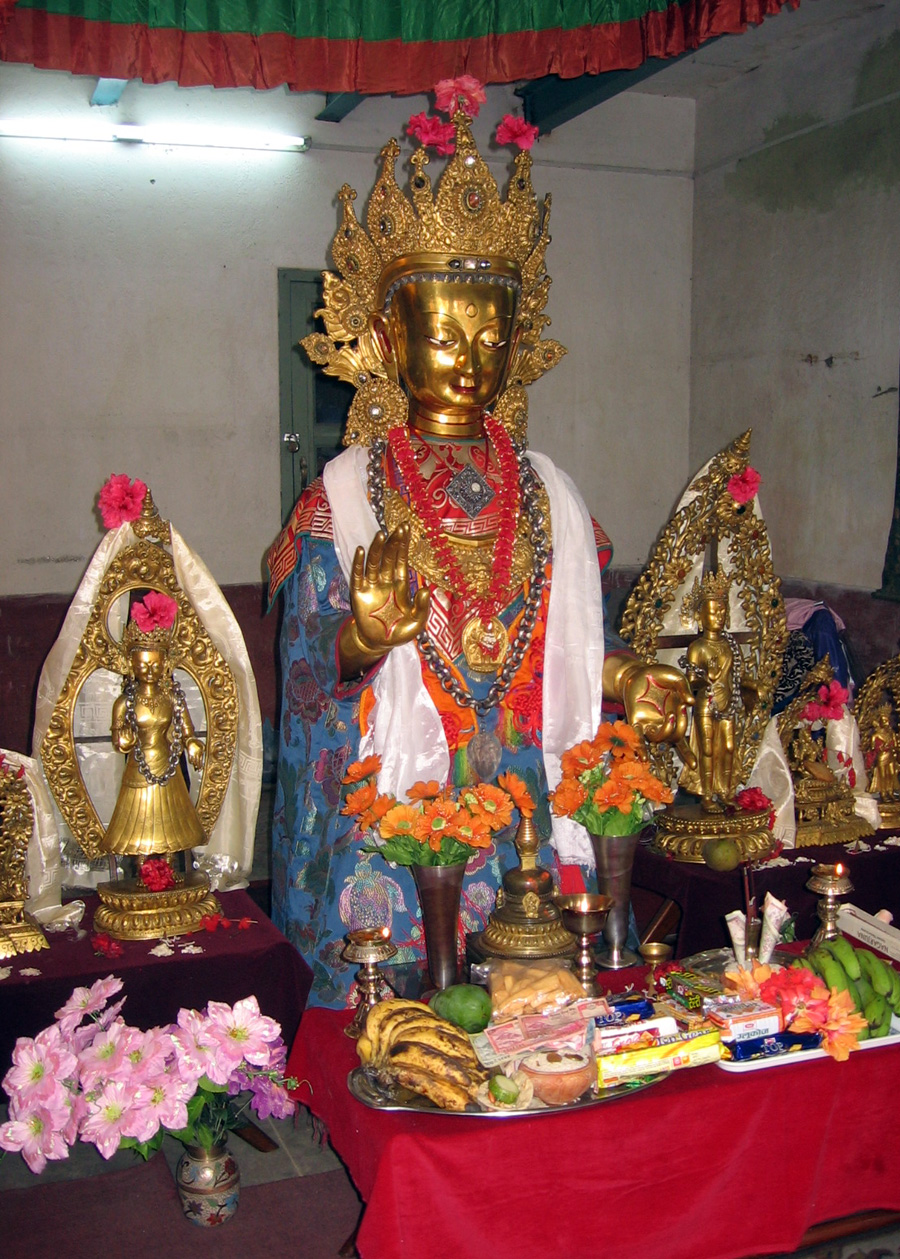
Buda Dīpankara (Bahi-dyah) en exhibición durante Gunla.

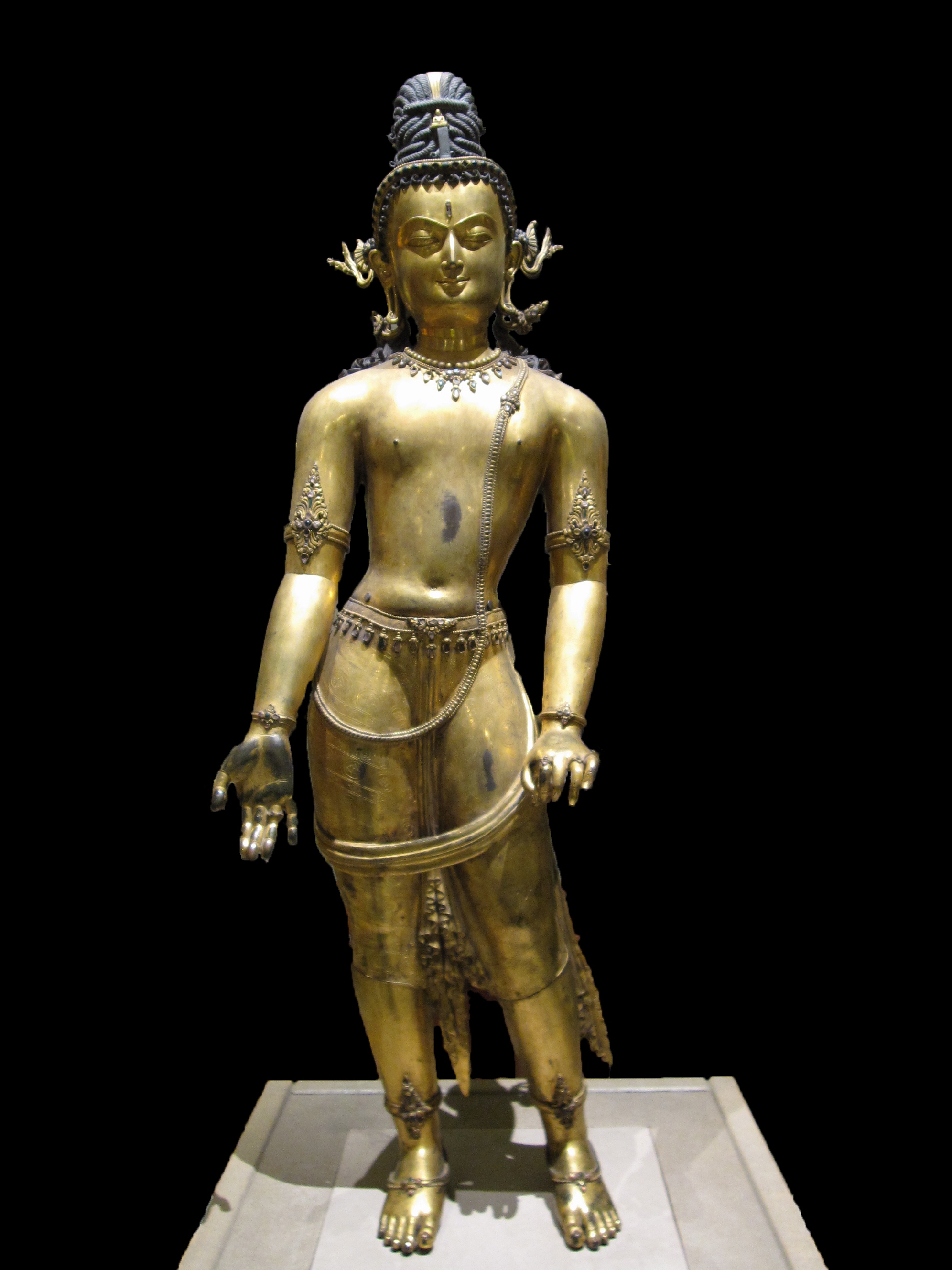
El bodhisattva Avalokiteśvara, siglo XVI d. C.

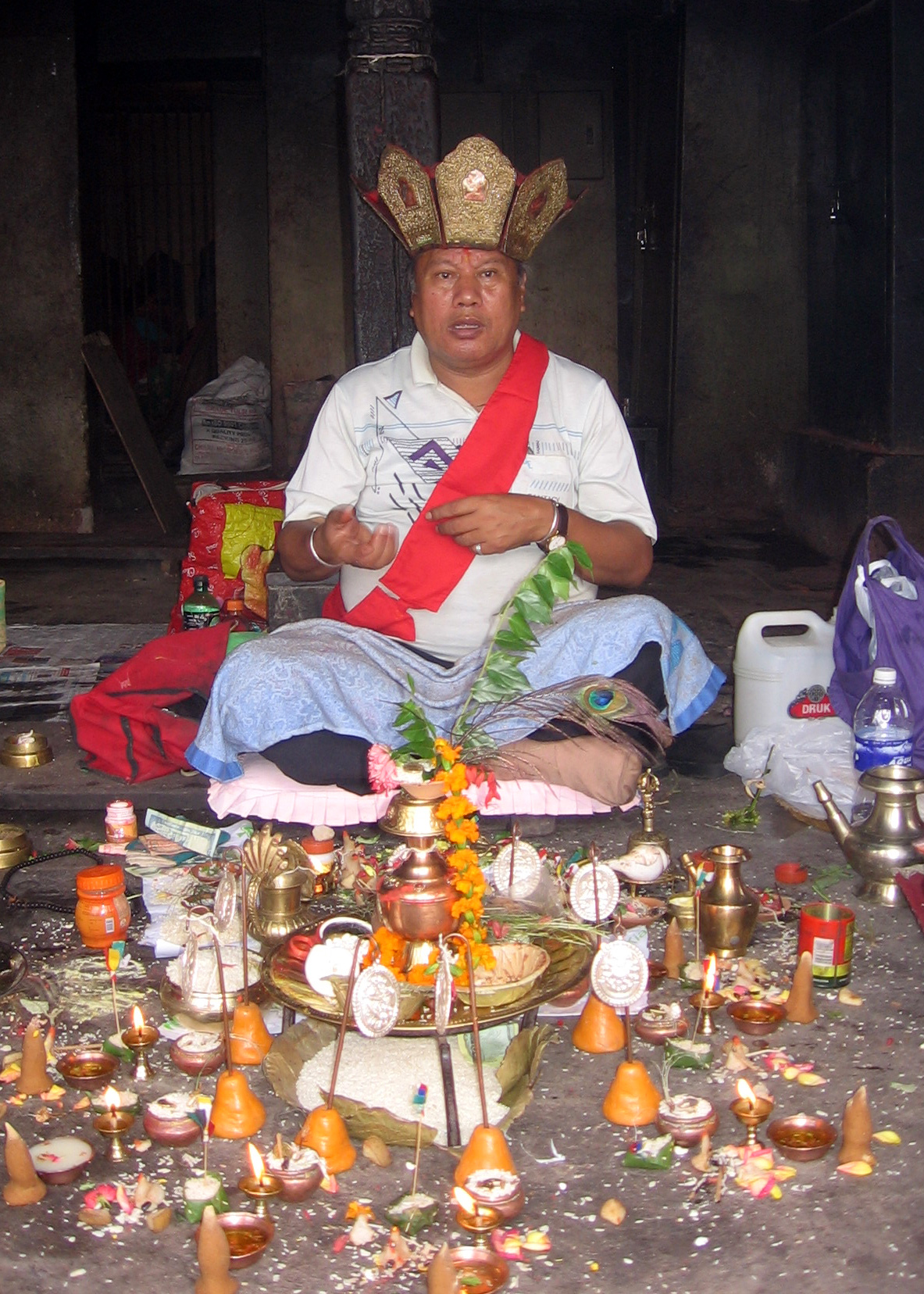
Un sacerdote Vajracharya

El budismo newar es la forma de budismo Vajrayana practicada por el pueblo newar del valle de Katmandú, Nepal. Ha desarrollado elementos socio-religiosos únicos, que incluyen una sociedad budista no monástica basada en el sistema de castas newar y la patrilinealidad. La casta sacerdotal ritual (guruju), vajracharya (que realiza rituales para otros) y shakya (que realiza rituales principalmente dentro de sus propias familias) forman la casta del clero religioso no célibe, mientras que otras castas budistas Newar como los Urāy actúan como patrones. Uray también patrocina a los seguidores del Vajrayana tibetano, a los seguidores de la escuela Theravada e incluso a los clérigos japoneses. Es la secta más antigua conocida de la tradición Vajrayana, superando a la escuela tibetana de Vajrayana en más de 600 años.
Aunque hubo una vibrante tradición regional de budismo en el valle de Katmandú durante el primer milenio, la transformación en una forma cultural y lingüística distintiva de budismo parece haber tenido lugar en el siglo XV, aproximadamente al mismo tiempo que formas regionales similares de budismo indio. Budismo como el de Cachemira e Indonesia estaba en decadencia.

## Canon
El budismo newar tiene un grupo de nueve sutras sánscritos Mahayana llamados Navagrantha, que se consideran los textos clave de los sutras Mahayana de la tradición. Ellos son:  
1. Aṣṭasāhasrikā Prajñāpāramitā Sūtra
2. Saddharma Puṇḍarīka Sūtra (Sutra del loto)
3. Suvarṇaprabhāsa Sūtra
4. Samadhiraja Sutra
5. Gandavyūha Sūtra
6. Laṅkāvatāra Sūtra
7. Daśabhūmika Sūtra
8. Lalitavistara Sutra
9. Tathāgataguhya (el sutra se perdió y fue reemplazado por el Guhyasamaja)

## Tradición artística
El budismo newar se caracteriza por sus rituales extensos y detallados, una rica tradición artística de monumentos y obras de arte budistas como el chaitya, los patios monásticos Baha y Bahi, estatuas, pinturas en pergamino paubha y pinturas en mandalas de arena, y por ser un almacén de textos budistas antiguos en sánscrito, muchos de los cuales ahora sólo existen en Nepal.
Según los autores de Rebuilding Buddhism: The Theravada Movement in Twentieth-Century Nepal : «Hoy en día, el budismo Newar tradicional está sin duda en retirada frente al budismo Theravada».  La canción y danza ritual Chachā (Charyā) y la música Gunlā Bājan son otras tradiciones artísticas del budismo newar. Aunque el budismo newar estuvo tradicionalmente vinculado al valle de Katmandú y sus alrededores, hay al menos un nuevo templo budista newar en Portland, Oregón.

## Festivales al aire libre

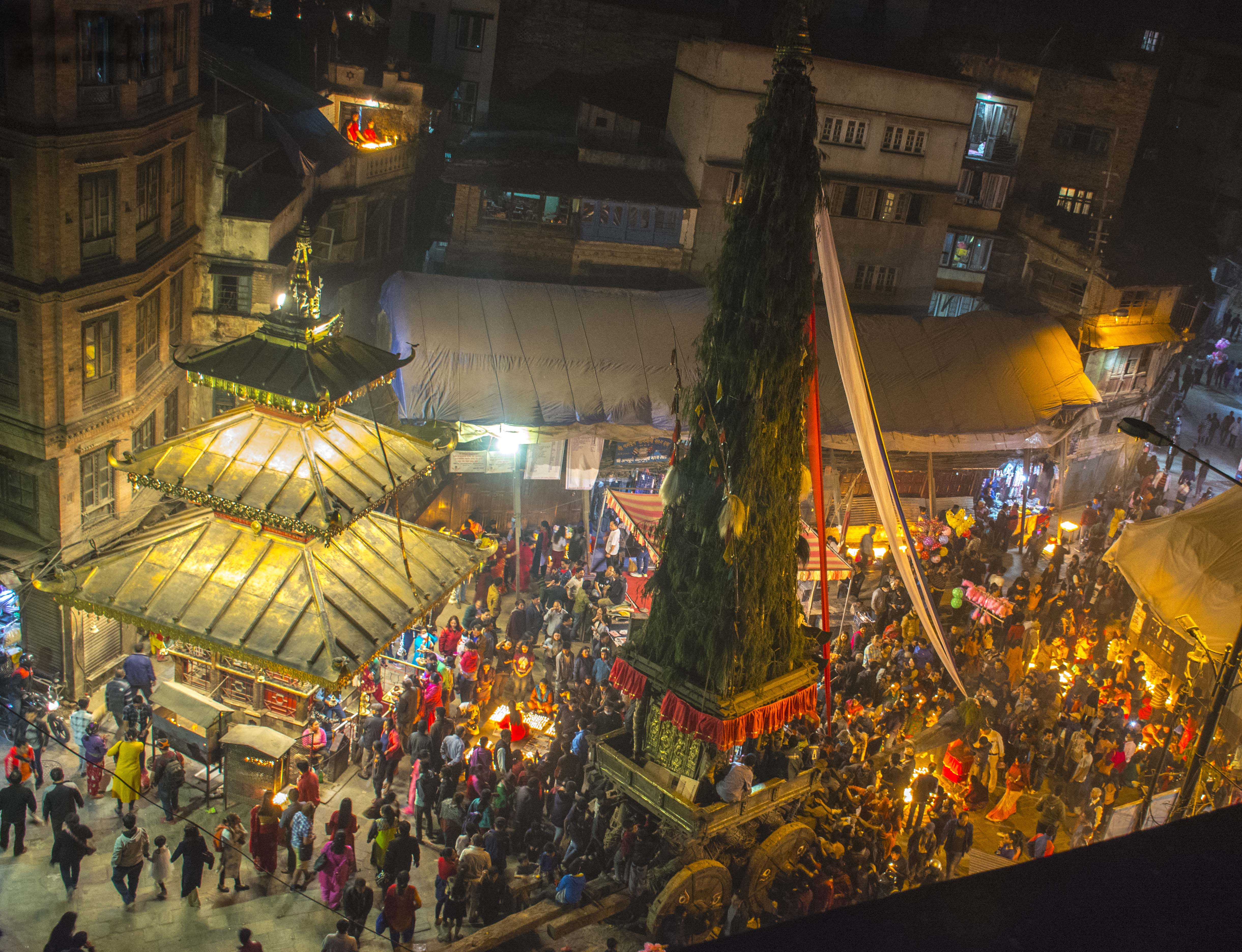
Seto Machindranath Jatra en el templo de Annapurna

Periódicamente se llevan a cabo una serie de celebraciones callejeras importantes que incluyen procesiones, exhibiciones de imágenes de Buda y servicios en las tres ciudades del valle de Katmandú y en otras partes de Nepal.
Los eventos principales son Samyak (limosna y exhibición de imágenes de Buda), Gunla (mes sagrado marcado por procesiones musicales y exhibición de imágenes de Buda), Jana Baha Dyah Jatra (procesión de carros en Katmandú), Bunga Dyah Jatra (procesiones de carros en Lalitpur, Dolakha, y Nala), y Bajrayogini Jatra (procesiones en Sankhu y Pharping).